# Erlebnisbad Nemo
Die NEMO Bade-, Sauna- & Wellnesswelt befindet sich in der Landeshauptstadt Magdeburg in Sachsen-Anhalt. Es eröffnete im Jahr 1999 unter dem Namen Nemo – Die Wasserwelt, im selben Jahr, in dem auch die Bundesgartenschau im Magdeburger Elbauenpark stattfand. Architekt war  Gilles Edenne. Zwei Jahre nach seiner Eröffnung musste das Nemo Insolvenz anmelden und wurde Ende 2001 verkauft. Der neue Besitzer benannte das Bad in Nautica um. Am 6. Juli 2015 wurde bekannt, dass das Erlebnisbad Nautica Insolvenz angemeldet hat. Als recht ungewöhnlicher Grund für die Insolvenz wurde ein Krankheitsfall in der Geschäftsführung angegeben. 2016 fand daraufhin ein weiterer Betreiberwechsel statt. Das Erlebnisbad trägt seitdem wieder seinen ursprünglichen Namen.

## Lage
Das im Stadtteil Herrenkrug gelegene Erlebnisbad liegt direkt an der Jerichower Straße (B 1). An der Herrenkrugstraße befindet sich die Straßenbahnhaltestelle Messegelände/Elbauenpark, die über die Linien 5 und 6 sowie über die Buslinie 51 zu erreichen sind.
In der Nähe des Nemos befinden sich der Elbauenpark, der Herrenkrugpark, die Messe Magdeburg und die Fachhochschule Magdeburg-Stendal.

## Anlage
Das Erlebnisbad besitzt neben einer großen Wasserwelt mit Innen- und Außenbereich, einen Saunabereich und einen Fitnessbereich. Im Juni 2014 erhielt das Nemo einen eigenen Strandbereich in der Außenanlage das Erlebnisbads. Im Gesamten Bad befinden sich drei Gastronomiebetriebe. Ein Restaurant im Außen-/Innenbereich, ein Saunacafe und eine Terrasse, geeignet für den Sommerbetrieb. 120 überdachte Parkplätze werden im hauseigenen Parkhaus für Gäste angeboten.
Außerdem verfügt es über den Pearl Club, einer Diskothek im Schwimmbadturm mit Platz für 600 Gäste bietet. Sie besitzt drei Ebenen, vier Bars, 2 Tanzflächen und eine eigene Lasershow.

### Wasserwelt
Die Wasserwelt des Nemos bietet einen Innen- und Außenbereich. Der Innenbereich besitzt ein 490 m² großes Spaßbecken, ausgestattet mit einem Wildwasserkanal, Sprudelliegen, einem Whirlpool und verschiedenen Wassergeysiren. Direkt daneben befindet sich ein übliches 25 m Schwimmbecken mit drei Bahnen. Die sogenannte Kinderwasserwelt besitzt ein Kinderbecken und einer Kleinkindrutsche in Form einer Schlange.
Das Nemo besitzt zwei große Rutschen, eine sogenannte 80 m lange Turborutsche und eine 100 m lange Erlebnisrutsche.
Der Außenbereich des Schwimmbades besitzt ein rund 200 m² großes Außenschwimmbecken und ein 560 m² großes Abenteuerbecken mit einer Wasserspielwelt, bestehend aus kleineren Rutschen und Geysiren. Außerdem befindet sich eine Liegewiese, sowie eine Sommerterrasse, ein Volleyballfeld und der 2014 eröffnete Strand-Club im Außenbereich.

### Saunawelt
Die Saunawelt besitzt insgesamt 6 Saunen (Aufgusssauna mit Kamin, Blockhaussauna, Heusauna, Sanarium, Rasul-Dampfbad und Dampfsauna). Des Weiteren existiert ein Massageraum mit einer Vielzahl an Massageangeboten, ein Kältebecken mit Whirlpool, eine Liege- und Ruhezone, eine Sonnenterrasse und Solarien.